# Nationwide Tour 2007
De Nationwide Tour 2007 was het 18de seizoen van de opleidingstour van de PGA Tour en het vijfde seizoen onder de naam Nationwide Tour. Het seizoen begon met het Movistar Panama Championship, in januari 2007, en eindigde met het Nationwide Tour Championship, in november 2007. Er stonden 32 toernooien op de agenda.

## Kalender
| Data  | Data  | Toernooi                                     | Stad                         | Winnaar              | Score | Score | Info           |
| ----- | ----- | -------------------------------------------- | ---------------------------- | -------------------- | ----- | ----- | -------------- |
| 25-01 | 28-01 | Movistar Panama Championship                 | Panama-Stad, Panama          | Miguel Carballo      | 274   | –6    |                |
| 15-02 | 18-02 | Jacob's Creek Open Championship              | Adelaide, Australië          | Scott Sterling       | 276   | –12   |                |
| 22-02 | 25-02 | HSBC New Zealand PGA Championship            | Christchurch, Nieuw-Zeeland  | Nicholas Thompson po | 280   | –8    |                |
| 22-03 | 25-03 | Chitimacha Louisiana Open                    | Broussard, Louisiana         | Skip Kendall         | 268   | –16   |                |
| 29-03 | 01-04 | Livermore Valley Wine Country Championship   | Livermore, Californië        | Omar Uresti          | 288   | par   |                |
| 12-04 | 15-04 | South Georgia Classic                        | Valdosta Georgia             | John Kimbell         | 278   | –10   |                |
| 19-04 | 21-04 | Athens Regional Foundation Classic           | Athens, Georgia              | Martin Laird         | 272   | –16   |                |
| 26-04 | 29-04 | Henrico County Open                          | Richmond, Virginia           | Nick Flanagan po     | 275   | –13   |                |
| 03-05 | 06-05 | Fort Smith Classic                           | Fort Smith, Arkansas         | Jay Williamson       | 264   | –16   |                |
| 17-05 | 20-05 | BMW Charity Pro-Am                           | Greer, South Carolina        | Nick Flanagan        | 271   | –15   |                |
| 24-05 | 27-05 | Melwood Prince George's County Open          | Potomac, Maryland            | Paul Claxton         | 270   | –18   |                |
| 31-05 | 03-06 | LaSalle Bank Open                            | Glenview, Illinois           | John Riegger         | 271   | –17   |                |
| 07-06 | 10-06 | Rex Hospital Open                            | Raleigh, North Carolina      | Kyle Thompson        | 268   | –16   |                |
| 14-06 | 17-06 | Showdown at Somerby                          | Hudson, Wisconsin            | Chris Riley          | 272   | –16   |                |
| 21-06 | 24-06 | Knoxville Open                               | Knoxville, Tennessee         | Chez Reavie          | 271   | –17   |                |
| 27-06 | 01-07 | Peek'n Peak Classic                          | Findlay Lake, New York       | Roland Thatcher      | 273   | –15   |                |
| 05-08 | 08-07 | Legend Financial Group Classic               | Highland Heights, Ohio       | Jason Day            | 268   | –16   |                |
| 12-07 | 15-07 | Nationwide Children's Hospital Championship  | Columbus, Ohio               | Daniel Summerhays am | 278   | –6    | Nieuw toernooi |
| 19-07 | 22-07 | Price Cutter Charity Championship            | Springfield, Missouri        | Tom Scherrer         | 262   | –26   |                |
| 26-07 | 29-07 | Cox Classic                                  | Omaha, Nebraska              | Roland Thatcher      | 260   | –24   |                |
| 02-08 | 05-08 | Preferred Health Systems Wichita Open        | Wichita, Kansas              | Brad Elder           | 265   | –19   |                |
| 09-08 | 12-08 | Northeast Pennsylvania Classic               | Scranton, Pennsylvania       | Justin Bolli         | 270   | –14   |                |
| 16-08 | 19-08 | Xerox Classic                                | Rochester, New York          | Nick Flanagan        | 270   | –10   |                |
| 23-08 | 26-08 | National Mining Association Pete Dye Classic | Bridgeport, West Virginia    | Jimmy Walker         | 273   | –15   |                |
| 06-09 | 09-09 | Utah EnergySolutions Championship            | Sandy, Utah                  | Franklin Langham     | 264   | –20   |                |
| 13-09 | 16-09 | Oregon Classic                               | Junction City, Oregon        | Kyle Thompson po     | 271   | –17   |                |
| 20-09 | 23-09 | Albertsons Boise Open                        | Boise, Idaho                 | Jon Mills            | 263   | –21   |                |
| 04-10 | 07-10 | Mark Christopher Charity Classic             | Rancho Cucamonga, Californië | Richard Johnson po   | 273   | –11   |                |
| 11-10 | 14-10 | WNB Golf Classic                             | Midland, Texas               | Brad Adamonis po     | 278   | –10   |                |
| 18-10 | 21-10 | Chattanooga Classic                          | Chattanooga, Tennessee       | Ron Whittaker        | 271   | –17   |                |
| 25-10 | 28-10 | Miccosukee Championship                      | Miami, Florida               | Marc Turnesa         | 279   | –15   |                |
| 01-11 | 04-11 | Nationwide Tour Championship                 | Lakeside, Californië         | Richard Johnson      | 264   | –20   |                |

| po = winnaar na play-off |  | am = amateur |